# Échalou
Échalou é uma comuna francesa na região administrativa da Normandia, no departamento Orne. Estende-se por uma área de 5,59 km². Em 2010 a comuna tinha 396 habitantes (densidade: 70,8 hab./km²).